# إيل سد بيير (شخصية كرتونية)
إيل سد بيير، كابتن متخب فرنسا في مسلسل أنمي كابتن ماجد وصانع ألعاب منتخبه. إنه ابن مليونير غني جدًا. ظهر أول ما ظهر في نهاية السلسلة الأولى متحديًا ياسين. له قوة كبيرة، وأساليب مناورة عديدة، مع ذلك فإنه يخسر، غير خساراته ضد المنتخب العربي للناشئين في نهاية السلسلة الأولى، أمام (برج تحكم كرة القدم) بريان كرايفورد Bryan Cruyfford، الكابتن الحقيقي لمنتخب هولندا، بنتيجة 3 – 1، في السلسلة الثانية. من الملاحظ، على أسلوب لعب بيير على أنه لا يفضل الخشونة في اللعب، حيث يعتبر اللعب فنًا، إنه ذو أخلاق عالية، يحب وطنه فرنسا لدرجة كبيرة، فهو وطني من الطراز الأول. لدى بيير قدرة عالية على إيقاف الضربات. عانى بيير في صغره، من الحسد والتمييز، لذلك عندما عرف بكرة القدم أحبها كثيرًا، لأن لا فرق فيها بين غني وفقير. يحب بيير العزف على البيانو.
في الأنمي المدبلج للعربية، تم اعتماد اسم (بيير) في الجزء الثاني والخامس، و (بيرو) في الجزء الرابع.

## من تقنياته
الضربة المنزلقة Slider Shoot، إستراتيجية التسللOff-side Strategy، ثنائي برج إيفل Eiffel Attack (مع نابليون). ومن تقنياته في الألعاب: الضربة الدائرية Circle Shot.